# Узел двойной УИАА
У́зел двойно́й УИАА[расшифровать] (англ. Super Munter Hitch) — тормозящий полусхватывающий узел в альпинизме, используемый при спасательных работах на спуске по верёвке для страховки пострадавшего. Для правильной работы узла необходимо использовать грушевидный карабин (HMS). Ходовой конец узла обязательно должен быть расположен на карабине на противоположной стороне от муфты, чтобы при движении не размуфтовывать карабин.
Зигза́говый у́зел в быту (Zigzag Knot) — применяют при грузовых работах для крепления груза на грузовых автомобилях.

## Способ завязывания
Завязать узел UIAA на середине верёвки на грушевидном карабине (HMS) так, чтобы ходовой конец был расположен на противоположной стороне от муфты карабина, и добавить обнос ходовым концом вокруг коренного (нагружаемого) конца верёвки. Узел UIAA можно легко перевести в двойной UIAA, и обратно, при необходимости.

## Сравнение узловUIAAи двойногоUIAA
Плюсы
- Узел двойной UIAA не закручивает верёвку[11] (один оборот в узле закручивает верёвку, а второй — раскручивает)
- Позволяет сильно нагружать верёвку[12]

Минусы
- Не переворачивается сам (в отличие от узла UIAA, который переворачивается в сторону направления тяги)

## Применение
В горном спасении
- При спасательных работах на страховке
- При спуске тяжестей

В альпинизме
- В альпинизме узел двойной UIAA применяют при спасательных работах на вертикальном отвесе[13]
- При спуске тяжёлых грузов[14]

В быту
- Зигзаговый узел применяют при грузовых работах для крепления груза на грузовых автомобилях[15][16]